# Lepidotrigla hime
Lepidotrigla hime is een straalvinnige vissensoort uit de familie van ponen (Triglidae). De wetenschappelijke naam van de soort is voor het eerst geldig gepubliceerd in 1932 door Matsubara & Hiyama.